# نظریه نوارها
در یک اتم تنها، الکترون‌ها در سطوح انرژی مجزا و کوانتیده قرار دارند. این سطوح انرژی یا اوربیتال‌ها از انرژی پایین‌تر شروع به پر شدن می‌کنند. وقتی اتم‌ها در کنار یکدیگر قرار می‌گیرند، حالت‌های مجاز انرژی به حالت‌های نزدیک به هم تقسیم می‌شوند و شکل اربیتال‌ها تغییر می‌کند. اربیتال‌های یک مولکول با اربیتال‌های اتم‌های تشکیل دهنده‌اش متفاوت است. در جامدات (که اکثراً به شکل کریستال هستند) این حالت‌های تقسیم‌شده به صورت پیوسته درمی‌آیند و نوارهای پهنی از انرژی تشکیل می‌دهند.

## نوارهای الکترونیکی

اربیتال‌ها در اتم، مولکول و کریستال

وقتی اتم‌ها یک مولکول تشکیل می‌دهند، اربیتال‌های جدید پیوندی و ضد پیوندی شکل می‌گیرند که سطح انرژی آن‌ها با اربیتال‌های اتمی متفاوت است. تشکیل اربیتال‌های جدید باعت به وجود آمدن چندگانگی در سطوح انرژی می‌شود. با شکل‌گیری جامد و نزدیکی زیاده از حد اربیتال‌ها، اربیتال‌های پیوندی نوار ظرفیت را، و اربیتال‌های ضد پیوندی نوار رسانش را به وجود می‌آورند.
این اربیتال‌ها یا سطوح انرژی مجزا، در جامد تبدیل به یک نوار پیوسته می‌شوند که شامل N سطح انرژی است. N از مرتبه ۱۰۲۳ است.
در کریستال یا جامدات حالت‌های الکترونیکی مکان خاصی ندارند و به علت تقارن کریستال نسبت به حرکت انتقالی ناوردا هستند.

نوارهای الکترونیکی در فلزات، نارساناها و نیمه رساناها

ویژگی‌های اپتیکی مواد به چگونگی پر شدن این نوارها توسط الکترون‌ها بستگی دارد. از نظر هدایت الکتریکی، بر حسب پر شدن این باندها سه گروه اصلی داریم: فلزات، نارساناها و نیمه رساناها. در فلزات نوار ظرفیت تکمیل است و قمستی از نوار رسانش نیز توسط الکترون‌ها پر شده‌است. اما قسمت خالی نوار رسانش این اجازه را به الکترون‌ها می‌دهد که با به‌دست آوردن کمی انرژی بتوانند آزادانه حرکت کنند. در نارساناها باند ظرفیت تکمیل است و هیچ الکترونی در باند رسانش وجود ندارد. چون اختلاف انرژی بین بالاترین حد نوار ظرفیت و پایین‌تر حد نوار رسانش زیاد است؛ که نوار ممنوعه خوانده شده، و الکترون‌ها نمی‌توانند به باند رسانش بروند و آزادانه حرکت کنند. در نیمه رساناها باند ظرفیت (در دمای صفر کلوین) پر است، اما به علت کم بودن پهنای نوار ممنوعه، الکترون‌ها با به‌دست آوردن کمی انرژی؛ (مثلاً از طریق حرارت)، می‌توانند به باند رسانش بروند و آزادنه حرکت کنند. نیمه رساناها با بالا رفتن دما به رسانا تبدیل می‌شوند.

## رخ‌دادن باند و شکاف باند
یک تک‌الکترونِ منزوی، اوربیتال‌های اتمی را اشغال می‌کند. هر اوربیتال هم در سطح انرژی گسسته‌ای است. هنگامی که اتم‌های متعددی با به هم پیوستن به شکل یک مولکول درآیند، اوربیتالِ اتمیِ آن‌ها به هم می‌پیوندد تا اوربیتال مولکولی تشکیل شود، که هر کدام در سطح انرژی گسسته‌ای هستند. هرچه اتم‌های بیشتری گِرد هم آیند، اوربیتال مولکولی بزرگتر و گسترده‌تر می‌گردد، و سطوح انرژی مولکولی به‌طور فزاینده متراکم‌تر خواهد شد. در نهایت، مجموعهٔ اتم‌ها به تشکیل یک مولکول غول‌پیکر؛ یا به عبارتی دیگر، یک جامد خواهد انجامید. برای این مولکول غول‌پیکر، سطوح انرژی آنقدر به هم نزدیک‌اند که می‌توان آن‌ها را به شکل یک زنجیره در نظر گرفت.
شکاف باند اساساً محدودهٔ باقی مانده از سطوح انرژی است که توسط هیچ باندی پوشش داده نشده، که این نتیجهٔ محدود بودن عرض‌های باندهای انرژی است. باندها عرض‌های مختلفی دارند، وابسته به درجهٔ همپوشانی در اوربیتال اتمی که باندها از آن‌ها به وجود می‌آیند. دو باند مجاور ممکن است به سادگی تنها به اندازهٔ کافی گسترده نباشند که بتوانند به‌طور کامل همهٔ پهنای انرژی را پوشش دهند. به عنوان مثال، باندهایی که با اوربیتال هسته (مانند الکترون‌های اوربیتال۱ در اوربیتال اتمی) به شدت باریک‌اند، که این به خاطر همپوشانی ناچیز در بین اتم‌های مجاور است. در نتیجه، تمایل بزرگی به رخ‌داد شکاف باند بین گروه‌های اصلی وجود دارد. باندهای بالاتر با اوربیتال‌های بزرگتر و باز هم بزرگتر با همپوشانی بیشتر، به تدریج در انرژی بالا گسترده‌تر و گسترده‌تر می‌شوند به طوری که هیچ شکاف باندی در انرژی بالا وجود ندارد.

## جابه‌جایی بین نواری
وقتی یک کریستال فوتونی را جذب می‌کند، الکترون با جذب آن به سطح انرژی‌های بالاتر می‌رود. اگر انرژی فوتون بیشتر از پهنای نوار ممنوعه باشد الکترون می‌تواند از نوار ظرفیت به نوار رسانش برود. بازگشت الکترون به انرژی قبلی باعث تابیده شدن یک فوتون می‌شود.
- مواد از نظر گسیل فوتونی
  1. مواد مستقیم و غیر مستقیم
    - مطابق خواص برهم کنش الکترون و حفره در شبکه کریستالی یا ترکیب زوج الکترون حفره در ساختارهای نیمه‌هادی نحوهٔ تغییرات تراز الکترونی در باند ظرفیت و باند هدایت به دو صورت انجام می‌گیرد:
    - در مواد مستقیم بردار تکانه یا مومنتوم برای الکترون در مبدأ و مقصد یکسان بوده و بنابراین تغییر تراز حتماً با جذب یا گسیل فوتون همراه خواهد بود.
    - در مواد غیر مستقیم بردار تکانه برای الکترون در تراز انرژی جدید و قبلی یکسان نبوده و علاوه بر جذب و گسیل نور تغییرات تکانه نیز انجام می‌گیرد.

## تقارن
معمولاً مواد جامد به صورت کریستال هستند. کریستال‌ها دارای انواع تقارن‌ها هستند به طوری که می‌توان آن‌ها را در ۳۲ گروه تقارنی دسته‌بندی کرد. با این حال تقارن در کریستال خیلی کمتر از تقارن در یک اتم تنها است. زیرا اتم تنها دارای تقارن کروی است در حالی که متقارن‌ترین کریستال تقارن مکعبی دارد.

## چگالی حالت
از آنجا که تعداد حالت‌های الکترونی در یک نوار الکترونیکی (رسانش یا ظرفیت) بسیار زیاد است، برای بیان تعداد این حالت‌ها از مفهوم چگالی حالت(g(E استفاده می‌کنیم. g(E)dE بیانگر تعداد حالت‌هایی است که انرژی آن‌ها بین E و dEاست. به علت وجود تقارن کافی است که چگالی حالت را در منطقه بریلوین به‌دست آورد و توسط آن چگالی حالت در تمام نقاط کریستال به‌دست می‌آید.